# Ispettore del lavoro
L'ispettore del lavoro, in Italia, indica un funzionario operante presso l'ispettorato nazionale del lavoro.
La figura si occupa della repressione delle violazioni in materia di lavoro, ma anche di promuovere la conciliazione monocratica tra datore di lavoro e lavoratore, laddove questa sia possibile e legittima. Si distinguono in: ispettori ordinari, che si occupano della parte giuslavoristica e ispettori tecnici, che si occupano della tutela della salute e sicurezza sui luoghi di lavoro.

## Storia

### Il XIX secolo e le riforme dei governi Depretis e Giolitti
Il primo esempio di ispettori del lavoro nasce con la legge 3 aprile 1879 n. 4828, del Governo Depretis III istituì nell'allora Ministero dell'agricoltura, dell'industria e del commercio due posti di Ispettori dell'Industria e dell'insegnamento industriale. A tali Ispettori non vennero assegnati compiti specifici, per attribuzioni particolari ma si dovette aspettare la legge 11 febbraio 1886 n. 3657 (legge Berti), sul lavoro dei fanciulli.
Durante il governo Giolitti I, con la legge 30 marzo 1893, n. 184 viene istituito il Corpo degli Ispettori e Ingegneri delle miniere, cave e torbiere. Tuttavia, considerati non adeguati i risultati ottenuti, con la legge 17 marzo 1898 n. 80 si dispose che per assicurare l'applicazione delle leggi in materia di lavoro ci si rivolgesse anche ad ulteriori funzionari con compiti di polizia giudiziaria.

### Il XX secolo, le convenzioni internazionali, il ventennio fascista ed il secondo dopoguerra
Nel 1904 venne ratificata, con la legge 29 settembre 1904 n. 572, la Convenzione tra Italia e Francia che impegnava all'istituzione del futuro Ispettorato del Lavoro. La Legge 29 giugno 1902, n. 246, recante Istituzione di un ufficio del lavoro presso il Ministero di Agricoltura, Industria e Commercio, creò presso il Ministero dell'Agricoltura Industria e Commercio, a livello centrale un Ufficio del Lavoro. L'Ufficio del lavoro aveva il compito di raccogliere, coordinare e pubblicare informazioni relative al lavoro in tutto lo Stato e nei paesi esteri interessati dall'emigrazione italiana.
Durante il governo Giolitti III con la legge 19 luglio 1906, n. 380 viene creato il "Corpo degli Ispettori del Lavoro", fortemente voluta dal ministro Francesco Cocco-Ortu, esponente di spicco dell'area giolittiana. Successivamente si completò con la legge 22 dicembre 1912, n. 1361, recante Istituzione del Corpo degli ispettori dell'industria e del lavoro, a livello periferico il processo di organizzazione delle strutture organizzative del lavoro sviluppando quanto previsto durante l'età giolittiana con l'Ufficio del Lavoro. La legge del 1912, quindi, istituì in ogni provincia un Ispettorato dell'industria e del lavoro, organo periferico del Ministero dell'Agricoltura, Industria e Commercio.
Pochi anni dopo l'istituzione, la prima guerra mondiale e l'avvento del regime fascista, modificarono profondamente l'organizzazione centrale dello stato italiano in tema di lavoro, industria e commercio. Di conseguenza, gli Ispettorati divennero, di volta in volta, amministrazioni periferiche di differenti dicasteri.
Dal RD 22 giugno 1916, n. 755, recante Istituzione del Ministero dell'Industria, del Commercio e del Lavoro, la Legge 3 giugno 1920, n. 700, recante Istituzione del Ministero per il Lavoro e la Previdenza sociale. Delineazione delle competenze, divise il Ministero dell'Industria predetto in Ministero del lavoro e della previdenza sociale, e in Ministero dell'Industria e del Commercio.
Ma è durante il ventennio fascista che inizia ad estendere i suoi compiti e poteri cambiando il nome in Ispettorato delle Corporazioni, con RD 14 novembre 1929, n. 2183 e con RDL 28 dicembre 1931, n. 1684, che trasformò la denominazione in Ispettorati corporativi del lavoro e si videro attribuiti nuovi compiti.
Nel 1923 fu soppresso il Ministero, con RD 27 aprile 1923, n. 915, recante Soppressione del Ministero del Lavoro e della Previdenza sociale. Con il RD 5 luglio 1923, n. 1439, recante Riunione in un unico Ministero, denominato Ministero dell'Economia nazionale dei servizi e degli uffici dipendenti dai Ministeri dell'Agricoltura, e dell'Industria, del Commercio e del Lavoro, infatti, venne istituito il Ministero dell'Economia Nazionale, che riunì in un unico dicastero i ministeri economici preesistenti. Nei precedenti tre anni da tale Ministero era dipeso l'Ispettorato del Lavoro.
Infine, con il RD 2 luglio 1926, n. 1131 venne istituito il Ministero delle Corporazioni. Da questo ministero, da allora e fino alla loro soppressione avvenuta nel 1931, avvenuta con RDL 28 dicembre 1931, n. 1684, recante Attribuzioni e poteri concessi all'Ispettorato del lavoro, dipesero infine gli Ispettorati dell'Industria e del Lavoro.
Contestualmente all'Conferenza Internazionale del Lavoro presso la sede ILO di Ginevra, l'11 luglio 1947 viene sottoscritta la "Labour Inspection Convention, 1947"), che si applica ai settori dell'Industria e, in via opzionale, del Commercio.
I Paesi aderenti possono stabilire esenzioni nei settori dell'industria mineraria e del trasporto (in base all'art. 2), e l'applicazione al settore del Commercio è altresì facoltativa in conformità all'articolo 25). 

Con riferimento al personale preposto alle attività ispettive nei settori dell'industria, la Convenzione afferma in capo ai Paesi aderenti vari obblighi, quali: 
- la qualifica di pubblici funzionari, l'effettiva continuità occupazionale, l'indipendenza da condizionamenti esterni (art. 6)
- il prerequisito di competenza per l'assunzione in ruolo, e la formazione professionale continua (art. 7),
- pari opportunità per uomini e donne (art. 8)
- l'approvazione di norme nazionali tese a garantire il contributo all'espletamento delle attività ispettive da parte di esperti e specialisti tecnici, specificamente qualificati, in campo medico, ingegneristico, elettrico e chimico (art. 9)
- la determinazione di un organico adeguato per le attività ispettive in rapporto ai luoghi di lavoro eleggibili, ai lavoratori impiegati, alle norme applicabili, ed al contesto operativo (art. 10).

Un'autorità centrale -nazionale, federale, o di altro tipo- avente il compito di effettuare la supervisione e il controllo delle attività ispettive (art. 4).
La "Convenzione n. 81 concernente l'ispezione del lavoro nell'industria ed il commercio" è stata ratificata in Italia con legge 2 agosto 1952, n. 1305 (G.U. 17 ottobre 1952, n. 242) - "Ratifica ed esecuzione di ventisette convenzioni internazionali del lavoro", la quale stabilisce che "piena ed intera esecuzione è data alle Convenzioni suddette a decorrere dalla data della loro entrata in vigore" (art. 2), di cui all'art. 33 della Convenzione. 

Nell'ordinamento italiano, esistono alcune eccezioni successive per il lavoro femminile notturno nelle realtà industriali private (Corte costituzionale sentenza 9 luglio 1986, n. 210).
Nel dopoguerra l'Ispettore del Lavoro conosce un'evoluzione segnata dal rapido mutamento sociale ed economico, riflessi nella disciplina giuslavoristica italiana.

Una prima fase la possiamo collocare negli anni cinquanta, quando con vari DPR (tra i quali il DPR 19 marzo 1955 n. 520, sulla riorganizzazione centrale e periferica del Ministero) vennero poste le basi dell'attuale ordinamento dell'Ispettore del Lavoro. Esso dipendeva dallIspettorato del Lavoro con sede in ogni Provincia, ed organo periferico del Ministero del lavoro e della previdenza sociale. Durante quegli anni le sanzioni in materia di lavoro erano tutte di natura penalistica e la funzione dell'Ispettore era quella di accertare e fare rapporto al magistrato inquirente (da cui la qualifica di Ufficiale di Polizia Giudiziaria, cfr. l'art. 8 del DPR 19 marzo 1955 n. 520). Un sistema di questo tipo, pur esistendo dei meccanismi deflativi dell'ambito penalistico, non permetteva una tutela rapida dei diritti dei lavoratori che venivano penalizzati dalle lungaggini che affliggevano i processi civili e penali.
Una serie di riforme in materia giuslavoristica durante gli anni sessanta e gli anni settanta, ampliarono i diritti dei lavoratori, reprimendo fenomeni come il "caporalato", e riconoscendo inoltre la posizione dei sindacati nelle aziende, segnatamente la legge n. 604/1966, la legge n. 1369/1960, la legge nº 300/1970 (cosiddetto Statuto dei lavoratori).
Con la legge 23 dicembre 1978 n. 833, recante l'istituzione del SSN in Italia, con decorrenza dal 1º gennaio 1980, i compiti allora svolti dall'Ispettorato del lavoro in materia di prevenzione, di igiene e di controllo sullo stato di salute dei lavoratori, sono svolti dalle nascenti ASL, in applicazione di quanto disposto dall'art. 27 del DPR 24 luglio 1977, n. 616
I compiti dell'Ispettorato del Lavoro crebbero, ma non i poteri, in una società in veloce evoluzione come quella italiana degli anni sessanta. Alcune leggi di settore iniziarono a prevedere casi di depenalizzazione, cioè la sostituzione del pagamento di una somma di denaro in luogo della sanzione penale pecuniaria dell'ammenda, ma in modo frammentario.
Si dovette aspettare la legge 24 novembre 1981 n. 689 per avere un sistema compiutamente delineato che trasformò moltissime sanzioni penali in illeciti. Quindi la sanzione poté essere irrogata direttamente dall'Ispettore con proprio provvedimento, la cosiddetta notifica di illecito amministrativo e il trasgressore poteva fare ricorso in seconda istanza, ma con costi contenuti e tempi diversi rispetto a quelli del processo penale. Esisteva comunque con estrema ratio la possibilità di rivolgersi al giudice per risolvere l'eventuale controversia. La depenalizzazione costituì una modifica di enorme importanza per il lavoro dell'Ispettore. Pur con marginali modifiche il sistema rimase su questi binari sino agli anni novanta.
La legge 24 dicembre 1993, n. 537 (legge finanziaria per l'anno 1994) dispose la riorganizzazione degli Ispettorati, che con DM del 1997 vennero riorganizzati, recentemente, col nuovo nome di Direzioni Territoriali del Lavoro - DTL e le conseguenti Direzioni Regionali del Lavoro - DRL, sopprimendo gli Ispettorati provinciali e regionali del Lavoro.

### Il XXI secolo e l'"Ispettorato nazionale"
Il d. lgs. 23 aprile 2004 n. 124 emanato in attuazione della legge 14 febbraio 2003, n. 30 ha innovato profondamente l'intera gamma dei poteri degli ispettori; il governo Prodi II ha poi ampliato i poteri ispettivi, ad esempio con la legge 4 agosto 2006, n. 248 e la legge 3 agosto 2007, n. 123 incrementando anche il numero degli stessi Ispettori del lavoro, sino alla realizzazione del primo esempio di codificazione in materia di sicurezza nel lavoro: il cosiddetto Testo unico sulla sicurezza nei luoghi di lavoro, di cui al d.lgs. 9 aprile 2008, n. 81.
Con l'emanazione della legge 4 novembre 2010, n. 183 si ebbe è la codificazione dei poteri d'accesso e della verbalizzazione, già prevista da precedenti regolamenti, con contestuale snellimento della procedura di diffida per le sanzioni amministrative; la norma venne poi modificata dal d.lgs. 23 aprile 2004, n. 124. Infine il d.lgs. 14 settembre 2015, n. 149 venne istituito l'"ispettorato nazionale del lavoro", presso il quale sono confluiti i funzionari dei servizi ispettivi dell'INAIL e dell'INPS.

## Organizzazione
Gli Ispettori del lavoro dipendono dalla Ispettorato Territoriale del Lavoro, ufficio periferico dell'INL, diffuso su quasi tutto il territorio nazionale tranne Trentino-Alto Adige e Sicilia, ove sono presenti analoghi servizi, ma regionalizzati. L'Ispettorato ha sostituito la Direzione del lavoro, che a sua volta aveva assorbito i compiti del vecchio ispettorato del lavoro soppresso ai sensi del decreto del Ministero del lavoro e della previdenza sociale 7 novembre 1996, ed in seguito alla nuova ripartizione delle competenze tra Stato e Regioni col d.lgs 23 dicembre 1997 n. 469, che faceva capo allo stesso Ministero.
Nell'Ispettorato Territoriale del Lavoro sono presenti quattro Processi: 
- Vigilanza;
- Legale;
- Servizi all'utenza
- Pianificazione, controllo e funzionamento.

Il Processo vigilanza è composto da Ispettori del lavoro (c.d. ordinari) e dagli Ispettori tecnici, ovvero Ispettori con formazione tecnica, come prevede la "Riattualizzazione ordinamento professionale ex Ministero del lavoro e della previdenza sociale ex Ministero della solidarietà sociale” firmato il 29 aprile 2009 dai sindacati, nei cui “Contenuti professionali” sono elencate tutte le classi di laurea necessarie per accedere allo specifico profilo professionale.
L'ufficio è specializzato nella tutela della salute e sicurezza nei luoghi di lavoro, limitatamente ai settori indicati, dapprima nel DPCM 14 ottobre 1997, n. 412, successivamente in altri atti legislativi ed infine nel TU n. 81/2008, oltre alle competenze delegate dall'Autorità giudiziaria.
Presso gli Ispettorati opera il Nucleo Tutela del Lavoro del Comando carabinieri per la tutela del lavoro dell'Arma dei Carabinieri, con le stesse funzioni degli ispettori del lavoro. A loro, però, è preclusa l'esperimento della conciliazione monocratica ex art. 11 d. lgs. 124/2004, o anche solo prenderne il consenso per l'espletamento. Dipendono formalmente dal Comando Carabinieri per la Tutela del Lavoro, ma funzionalmente dal Direttore dell'Ispettorato territoriale del lavoro.

## Personale
I ruoli del personale sono suddivisi in ispettori del lavoro ed ispettori tecnici; al 2006 erano in servizio circa 2.900 ispettori, per il controllo di quasi cinque milioni di aziende, cui vanno aggiunti i datori di lavoro domestici, difficilmente quantificabili per ragioni oggettive.

### Accesso alla carriera
L'accesso alla carriera di Ispettore avviene per concorso pubblico e il relativo bando è pubblicato sul Portale del reclutamento; il rapporto di lavoro competenze e l'inquadramento sono regolate dal CCNL comparto Ministeri.
Per il profilo di ispettore del lavoro, sono previste il superamento di alcune prove e la conoscenza di alcune materia giuridiche quali diritto del lavoro, diritto costituzionale, diritto civile, diritto comunitario, diritto penale, diritto commerciale, diritto processuale civile, procedura penale, elementi di statistica, ed ulteriori requisiti eventualmente richiesti dalla legge. Le prove sono: due prove scritte aventi ad oggetto le prime 4 materie e una orale su tutte.

### Competenze

#### Ispettore del lavoro
L'ispettore del lavoro - ferme restando le specifiche competenze degli altri organi ispettivi - ha le seguenti funzioni, individuate dall'art. 7 del d. lgs. 23 aprile 2004, n. 124 che così dispone:
- a) vigilare sull'esecuzione di tutte le leggi in materia di livelli essenziali delle prestazioni concernenti i diritti civili e sociali che devono essere garantiti su tutto il territorio nazionale, di tutela dei rapporti di lavoro e di legislazione sociale ovunque sia prestata attività di lavoro a prescindere dallo schema contrattuale, tipico o atipico, di volta in volta utilizzato (in sostanza non solo lavoratori subordinati, ma anche autonomi, collaboratori a progetto, parasubordinati, ecc.);
- b) vigilare sulla corretta applicazione dei contratti e accordi collettivi di lavoro;
- c) fornire tutti i chiarimenti che vengano richiesti intorno alle leggi sulla cui applicazione esso deve vigilare, ma fuori dall'accesso ispettivo;
- d) vigilare sul funzionamento delle attività previdenziali e assistenziali a favore dei prestatori d'opera compiute dalle associazioni professionali, da altri enti pubblici e da privati, escluse le istituzioni esercitate direttamente dallo Stato, dalle province e dai comuni per il personale da essi dipendente;
- e) effettuare inchieste, indagini e rilevazioni, su richiesta del Ministero del lavoro e delle politiche sociali;
- f) compiere le funzioni che a esso vengono demandate da disposizioni legislative o regolamentari o delegate dal Ministro del Lavoro, quali ad esempio particolari campagne, rilevare dati per le risposte ad interrogazioni od interpellanze parlamentari.

Diversamente dagli ispettori tecnici, come visto, possono vigilare su tutti i settori di attività, quali ad es.:
- agricolo, relativo non solo ai lavoratori agricoli subordinati (OTI o OTD), ma anche ai coltivatori diretti del fondo, coloni, soccidari, ecc. nelle varie forme previste dal codice civile, e dalle leggi speciali di settore;
- edilizio;
- commerciale ordinario (pubblici esercizi, commercio, turismo, industria, ecc.);
- marittimo, in parte con la competenza del Ministero delle Infrastrutture e dei Trasporti;
- autotrasporti (i controlli avvengono in parte con competenza concorrente della Polizia Stradale, come nel caso dei controllo dei cosiddetti cronotachigrafi. Da notare che la procedura di contestazione delle sanzioni amministrative segue il Codice della strada, ed il ricorso pur istruito dalla Direzione Territoriale del Lavoro è presentato presso la Prefettura-UTG);
- pubblico, compresi non solo gli Enti pubblici economici ma tutte le pubbliche amministrazioni, Enti locali compresi;
- lavoro domestico, relativo ai datori di lavoro di colf, badanti, domestici, ecc. (pur non trattandosi di imprenditori, ma solo di datori di lavoro ad essi si applica una disciplina differenziata: ad es. non è possibile sospendere l'attività ex art. 14 D. Lgs. n. 81/2008, TU della sicurezza sul lavoro, già legge n. 123/2007);
- lavoratori dello spettacolo, inteso in senso ampio dal D. lgs. n. 708/1947 (talune limitate competenze in concorrenza con la SIAE);
- autorizzazione dei sistemi di sorveglianza a distanza ex artt. 4 e 38 legge n. 300/1970, nonché artt. 113 e 179 D. Lgs. 196/2003, recante Codice in materia di protezione dei dati personali;
- autorizzazione alle dimissioni delle lavoratrici madri ex D. Lgs. n. 151/2001, recante Testo unico in materia di tutela della maternità;
- vigilanza su patronati ed enti di formazione ai fini del rendiconto dei contributi pubblici di finanziamento;
- vigilanza sulle attività che richiedono degli ammortizzatori sociali (quali cassa integrazione CIGO, CIGS, cassa integrazione in deroga, contratti di solidarietà ex lege n. 863/1984 e D. Lgs. n. 236/1993);
- inchieste sul mancato riconoscimento dell'infortunio dal datore di lavoro ex DPR n. 1124/1965 (già inchieste pretorili).

#### Ispettore tecnico
Le attribuzioni dell'ispettore tecnico invece, ai sensi del DPCM 14 ottobre 1997 n. 412 e del d.lgs. 9 aprile 2008, n. 81, riguardano le attività comportanti rischi particolarmente elevati, per le quali viene esercitata dallo Stato la vigilanza sull'applicazione della legislazione in materia di sicurezza e salute nei luoghi di lavoro, e sono:
- a) attività nel settore delle costruzioni edili o di genio civile e più in particolare lavori di costruzione, manutenzione, riparazione, demolizione, conservazione e risanamento di opere fisse, permanenti o temporanee, in muratura e in cemento armato, opere stradali, ferroviarie, idrauliche, scavi, montaggio e smontaggio di elementi prefabbricati;
- b) lavori in sotterraneo e gallerie, anche comportanti l'impiego di esplosivi;
- c) lavori mediante cassoni in aria compressa e lavori subacquei;
- d) vigilanza sugli impianti gestiti dalle Ferrovie dello Stato, ex art. 35 legge 26 aprile 1974, n. 191;
- radiazioni ionizzanti;
- conformità alle direttive di mercato di macchine e attrezzature di lavoro;
- certificazione dei contratti di lavoro negli ambienti sospetti d’inquinamento o confinati;
- partecipazione a commissioni tecniche per le materie esplodenti, le radiazioni ionizzanti e aziende a rischio d’incidenti rilevanti;
- ispezioni nelle aree predette tese a verificare la corretta applicazione delle norme a tutela della sicurezza dei lavoratori nei luoghi di lavoro, nonché il rispetto di specifiche normative richiedenti, per il controllo del livello di applicazione, accertamenti e valutazioni di natura tecnologica, medica ed igienica, sia relativamente agli aspetti dei processi produttivi rilevanti ai fini della tutela fisica dei lavoratori, sia relativamente alla rispondenza di macchine, strumentazioni, impianti, utensili alle disposizioni normative;
- attività di consulenza ed informazione sull'interpretazione e sulla applicazione delle leggi sulla cui osservanza deve vigilare, ma solo come attività istituzionale essendo vietata ex art. 13, comma 5, D. Lgs. n. 81/2008, qualunque altra attività a qualsiasi titolo;
- collaborazione alla tenuta della documentazione relativa a normativa interna ed internazionale, che analizza in rapporto all'attività del settore cui è addetto segnalandone gli aspetti e le correlazioni che interessano il servizio.
- se in possesso della laurea in Ingegneria, esegue ispezioni e collaudi agli ascensori ed ai montacarichi degli stabilimenti industriali e delle aziende agricole e, nei casi previsti da disposizioni interne del Ministero del lavoro, è adibito alla progettazione e alla direzione lavori;
- fornisce consulenze tecniche e pareri di congruità;
- effettua collaudi.

### Poteri
Gli ispettori, ai sensi e nell'esercizio delle funzioni di cui ai sensi dell'art. 8 del DPR 19 marzo 1955, n. 520 e dell'art. 6 del d.lgs 23 aprile 2004, n. 124, sono ufficiali di polizia giudiziaria. I loro poteri sono molteplici e possono suddividersi in due macro aree, a seconda della sanzione che determinano nell'ordinamento giuridico, e seguono la suddivisione dei poteri procedurali che utilizza l'ispettore in:
- ambito penale (ovvero processual-penalistico) seguendo le norme del codice di rito relativo, qualora ravvisi gli estremi di reato;
- ambito amministrativo, ossia l'attività svolta seguendo le norme relative alla legge nº 689/1981, nonché le altre normative specifiche.

Secondo il l'art. 8 del DPR n. 520/1955 (riprendendo quanto già previsto dalla legge n. 1361/1912), hanno facoltà di visitare in ogni parte, a qualunque ora del giorno e anche della notte, i laboratori, gli opifici, i cantieri, ed i lavori, in quanto siano sottoposti alla loro vigilanza, nonché i dormitori e refettori annessi agli stabilimenti, con l'unico limite rappresentato dai locali annessi a luoghi di lavoro e che non siano direttamente od indirettamente connessi con l'esercizio dell'azienda, sempre che non abbiano fondato sospetto che tali luoghi servano a compiere o a nascondere violazioni di legge potendo, in tal caso, accedervi. L'ispettore, agendo generalmente in ambito amministrativo, non necessita di alcuna esplicita autorizzazione del datore di lavoro o di un magistrato.
Inoltre, possono richiedere l'intervento del Dipartimento di prevenzione dell'ASL quando debbano compiere accertamenti sulle condizioni sanitarie dei lavoratori e sulle condizioni igieniche dei locali di lavoro e delle loro dipendenze. Possono altresì trarre copia di tutta la documentazione utile alle indagini, chiedere informazioni a tutti gli uffici pubblici, oltre che ai Consulenti del lavoro, ai patronati e agli istituti di previdenza (ossia INPS ed INAIL). Può raccogliere spontanee dichiarazioni da parte di tutti coloro che operano presso la sede di lavoro. Possono chiedere e acquisire informazioni da qualunque soggetto o ente, pubblico o privato, (compresi lavoratore, datore di lavoro, consulente del lavoro) in materia relativa all'attività oggetto di indagine giuslavoristica, la cui mancata ottemperanza, o qualora vengano date notizie scientemente errate, è sanzionata penalmente ai sensi dell'articolo 4, comma 7, della legge 22 luglio 1961, n. 628, con l'arresto fino a 2 mesi o con l'ammenda fino ad 516 €.
Poiché svolgono una funzione pubblica, in caso siano oggetto da parte di taluni di violenza o minaccia volta a condizionarne o impedirne l'operato, questi ultimi saranno punibili asi sensi dell'art. 336 del codice penale. L'ostacolo attività ispettiva, se si manifesta come resistenza è punibile ai sensi dell'articolo 337 del citato codice. 
A ciò si aggiunga la sanzione amministrativa da 1290 € ad 12910 € qualora i datori di lavoro e i loro rappresentanti impediscano agli Ispettori l'esercizio dei poteri di vigilanza, ancorché il fatto costituisca reato.
Inoltre, qualora forniscano scientemente dati errati o incompleti, che comportino evasione contributiva, i datori di lavoro e i loro rappresentanti sono colpiti dalla sanzione amministrativa di 129 € per ogni dipendente cui si riferisce l'inadempienza, ancorché il fatto costituisca reato.
Analoghi i poteri degli Ispettori tecnici, previsti dall'art. 64 DPR 19 marzo 1956, n. 303 (non abrogato dal D. Lgs. n. 81/2008) i quali hanno facoltà di visitare, in qualsiasi momento ed in ogni parte, i luoghi di lavoro e le relative dipendenze, di sottoporre a visita medica il personale occupato, di prelevare campioni di materiali o prodotti ritenuti nocivi, e altresì di chiedere al datore di lavoro, ai dirigenti, ai preposti ed ai lavoratori le informazioni che ritengano necessarie per l'adempimento del loro compito, in esse comprese quelle sui processi di lavorazione. Inoltre, gli Ispettori tecnici hanno facoltà di prendere visione, presso gli ospedali, ed eventualmente di chiedere copia, della documentazione clinica dei lavoratori ricoverati per malattie dovute a cause lavorative o presunte tali.
Infine, gli Ispettori devono mantenere il segreto sopra i processi di lavorazione e sulle notizie e documenti dei quali vengono a conoscenza per ragioni di ufficio.

#### Ambito penale
In tale ambito l'Ispettore procede in qualità di Ufficiale di Polizia Giudiziaria, e ha il potere di emettere i seguenti provvedimenti:
- la prescrizione obbligatoria, ai sensi dell'art 15 del D.Lgs 124/2004, che richiama l'art. 20 e ss. del D.Lgs. 758/1994. Si tratta di un provvedimento di tipo generale che l'organo ispettivo in qualità di Ufficiale di polizia giudiziaria emette ogniqualvolta si ravvisino estremi di reato che siano puniti con la sola ammenda o con questa alternativa all'arresto, in materia giuslavoristica. In particolare esso è un ordine dato dall'Ispettore al datore di lavoro che impone la regolarizzazione della situazione sanabile, e la cui ottemperanza e il successivo pagamento di un importo pari ad un quarto dell'ammenda portano all'estinzione del reato (ad esempio minore assunto al lavoro senza la preventiva visita medica di idoneità). Tecnicamente si tratta di un'oblazione. Tuttavia, l'Ispettore deve sempre comunicare alla Procura della Repubblica l'emissione del provvedimento e l'esito (ovvero l'ottemperanza, il pagamento, o il mancato pagamento), in ossequio al principio costituzionale dell'obbligatorietà dell'azione penale e della separazione dei poteri fra esecutivo e giudiziario. In caso di non ottemperanza alla prescrizione obbligatoria o non pagamento si avrà il procedimento penale ordinario. La Prescrizione si pone come condizione di procedibilità dell'azione penale. Infine, è giusto il caso di ricordare che nonostante l'omonimia nulla ha a che vedere la presente Prescrizione Obbligatoria con la prescrizione penale ex art. 157 c.p. o quella civile ex art. 2934 c.c. La normativa del D. Lgs. 124/2004 altro non fa che estendere quanto previsto dal D. Lgs. nº 758/1994, in materia di contravvenzioni del settore tecnico ed in materia di sicurezza del lavoro.
- la diffida per le ritenute previdenziali, ai sensi dell'art. 2 della legge n. 638/1983. Rappresenta un'eccezione: in quanto, pur trattandosi di delitti, in particolare dell'omesso versamento delle ritenute previdenziali a carico del lavoratore e trattenute dal Datore di lavoro, ai sensi dell'art. 2 della legge n. 638 del 1983, e nonostante tale reato sia punito con la reclusione fino a 3 anni e la multa fino ad 1032 €, il legislatore ha voluto prevedere un'apposita e agile procedura sin dal 1983, modificata con il D. lgs. n. 214 del 1994, con l'intento di favorire l'effettivo versamento di tali ritenute. In sostanza, l'Ispettore del lavoro diffida il datore di lavoro, con apposito verbale, il pagamento preciso dell'ammontare delle ritenute non versate all'ente previdenziale. Qualora il diffidato ottemperi al pagamento entro tre mesi dalla notifica del verbale, il reato è estinto. In ogni caso l'Ispettore del lavoro comunicherà alla Procura della Repubblica l'attività svolta.
- la diffida per gli elevati contributi omessi, ai sensi dell'art. 37 della legge n. 689/1981. Similmente alla diffida per i le ritenute previdenziali, rappresenta un'eccezione. L'art. 37 legge 24 novembre 1981 n. 689. come modificata dal comma 19 dell'art. 116 legge n.338/2000, prevede che il datore di lavoro che, al fine di non versare in tutto o in parte contributi e premi previsti dalle leggi sulla previdenza e assistenza obbligatorie, omette una o più registrazioni o denunce obbligatorie, ovvero esegue una o più denunce obbligatorie in tutto o in parte non conformi al vero, è punito con la reclusione fino a due anni quando dal fatto deriva l'omesso versamento di contributi e premi previsti dalle leggi sulla previdenza ed assistenza obbligatorie per un importo mensile non inferiore al maggiore importo fra 2582 € mensili e il cinquanta per cento dei contributi complessivamente dovuti per lo stesso mese. In tal caso l'Ispettore del lavoro sempre con apposito verbale, diffiderà il datore di lavoro al pagamento dell'omissione riscontrata, fermo restando l'obbligo di riferire al Pubblico Ministero la notizia di reato.

Se l'evasione accertata formi oggetto di ricorso amministrativo o giudiziario il procedimento penale è sospeso dal momento dell'iscrizione della notizia di reato nel registro degli indagati fino al momento della decisione dell'organo amministrativo o giudiziario di primo grado. Se il datore di lavoro regolarizza l'inadempienza accertata, anche attraverso dilazione, il reato si estingue. Decorsi novanta giorni l'Ispettore del lavoro o l'INPS sono tenuti a dare comunicazione all'autorità giudiziaria dell'avvenuta regolarizzazione o dell'esito del ricorso amministrativo o giudiziario.
Se il reato non rientra tra quelli puniti con le pene suindicate, ossia contravvenzioni punite con l'ammenda, sola o alternativa all'arresto, oppure si tratti di delitti (tranne le eccezioni suindicate), l'Ispettore segue le norme del codice di procedura penale, assicurando le fonti di prova, effettuando se del caso sequestri penali, sentendo a sommarie informazioni le persone informate sui fatti, ecc. riferendo immediatamente all'autorità inquirente e ponendosi a disposizione di questa.

#### Ambito amministrativo
Ben più consistenti sono i poteri in ambito amministrativo. Completamente rivisitati dal D. lgs. 124/2004, o introdotti ex novo, essi possono riassumersi in:
- potere di riqualificazione ai sensi dell'art. 7 e 17 D. Lgs. n. 124/2004. Si tratta di un tradizionale potere affidato agli Ispettori del lavoro, già previsto dall'art. 7 DPR n. 520/1955, che si esplica in ambito pubblicistico, proprio per le competenze speciali che essi hanno. In sostanza l'Ispettore del lavoro quando sulla base delle attività di ispezione ed accertamento ritenga che il contratto scelto dalle parti non sia conforme a quello realmente posto in essere dai soggetti contrattuali (ad esempio un co.co.pro. che celi un contratto di lavoro subordinato), l'ispettore del lavoro con verbale di accertamento e notificazione, non modifica la portata civilistica del contratto, ma ne ricollega delle conseguenze ai fini dell'inquadramento contributivo (sua prerogativa ai sensi dell'art. 7, comma 1, lett. d) D. Lgs. n. 124/2004, anche rispetto agli enti previdenziali), cui seguiranno le sanzioni amministrative pecuniarie per le errate comunicazioni telematiche o registrazioni sul libro unico del lavoro, ecc. Avverso tali verbali è ammesso ricorso ai sensi dell'art. 17, comma 2, D. Lgs. n. 124/2004 al Comitato Interregionale per i Rapporti di Lavoro presso l'Ispettorato Interregionale del Lavoro, proprio per "... la sussistenza o la qualificazione dei rapporti di lavoro...".
- conciliazione monocratica ai sensi dell'art. 11 del D. lgs. 124/2004. Rappresenta il metodo di risoluzione più innovativo introdotto dal predetto decreto 124/2004. In pratica ove vi sia stata denuncia da parte del lavoratore (tecnicamente, uno dei contenuti della "Richiesta di Intervento"), sia in tale sede che all'accesso ispettivo, è possibile esperire tale conciliazione, purché non vi siano primae facie - o si suppongano - estremi di reato. In genere si tratta di rivendicazioni di natura economica (retribuzioni non pagate, straordinari, ecc.). Se il lavoratore e il datore di lavoro acconsentono, tale conciliazione, viene effettuato presso l'Ispettorato Territoriale del Lavoro, innanzi ad un funzionario (da cui monocratica). Si potrebbe parlare quasi di una sorta di "patteggiamento", in analogia al sistema previsto dal c.p.p. per taluni reati. Infatti, se la conciliazione va a buon fine, sulla somma oggetto di contrattazione vengono versati i contributi previdenziali e assistenziali. L'integrale pagamento delle competenze retributive e contributive, estingue il procedimento ispettivo. In pratica viene dato un incentivo al datore di lavoro. Viceversa, si procede ad ispezione secondo il tradizionale iter.
- contestazione o notificazione di illecito amministrativo ai sensi dell'articolo 14 della legge 689/1981. Rappresenta il tradizionale - e sino al 2004 unico - potere sanzionatorio dell'Ispettore. Attraverso tale atto, che segue la normativa generale sulle sanzioni amministrative pecuniarie, vengono sanzionate le violazioni alla normativa giuslavoristica. Inoltre, il DLGS 81/2008, con l'articolo 301-bis, ha introdotto la possibilità di sanare le violazioni amministrative in esso contenute, mediante il pagamento dell'importo minimo previsto. Diversamente, l'iter sanzionatorio prosegue con l'applicazione della legge 689/1981. Tale legge, all'articolo 16, prevede che la sanzione sia contestata in forma ridotta, ovvero un terzo del massimo o se più favorevole il doppio del minimo, qualora la sanzione abbia un minimo ed un massimo. In caso di mancato pagamento, o qualora non sia ammesso il pagamento ex articolo. 16, si procede a norma dell'articolo 17 della medesima legge con ordinanza-ingiunzione innanzi al Processo Legale dell'Ispettorato Territoriale del Lavoro. In tale sede, e prima dell'emissione, è possibile essere sentiti e presentare memorie difensive. Se il Processo Legale ritiene che vi siano le prove del commesso illecito rigetta le tesi del datore di lavoro ed emette la predetta ordinanza in cui ingiunge il pagamento di una somma di denaro, in genere più alta rispetto a quella effettuata con contestazione o notificazione. In caso contrario, se si ritiene che vi sia il buon diritto del datore di lavoro, il Processo Legale emette ordinanza di archiviazione. L'ordinanza-ingiunzione è ricorribile innanzi al Tribunale ordinario.
- diffida obbligatoria ai sensi dell'art. 13 del D. lgs. 124/2004. La "diffida" a regolarizzare era già prevista inizialmente dal DPR n. 520/1955, art. 9, ma successivamente è stato controverso l'obbligo dell'ispettore di contestare o meno una sanzione contestualmente alla diffida. Nel caso di violazione delle norme è caduta sotto le censure della Corte costituzionale ed è andata in disuso soprattutto per le norme antinfortunistiche, anche per il diverso assetto delle sanzioni dal 1981 (rimane, almeno a livello teorico, nel caso di non adeguatezza di condizioni che però non configurano violazioni di norme). Col D. Lgs. n. 124/2004 si ristruttura fortemente l'istituto della diffida, in quanto si dà il potere all'Ispettore del lavoro di diffidare il datore di lavoro alla regolarizzazione delle inosservanze comunque sanabili, analiticamente indicate in apposite circolari ministeriali.

È l'omologo della prescrizione obbligatoria, ma in ambito sanzionato con sanzioni amministrative pecuniarie. La diffida, nei casi in cui è applicabile, si pone come condizione di procedibilità per la notificazione o contestazione di illecito amministrativo. In caso di ottemperanza alla diffida il datore di lavoro è ammesso al pagamento della sanzione pecuniaria nella misura pari al minimo se in misura variabile, o a un quarto se in misura fissa. Il pagamento estingue il procedimento sanzionatorio. La diffida prevista dall'art. 13 non è sottoposta a ricorso, dal momento che essa è un «atto avente una finalità compositiva dell'ordine giuridico violato, che non è rivolto peraltro necessariamente al trasgressore bensì al "datore di lavoro" (anche persona giuridica), e che non è immediatamente lesivo» In caso di non ottemperanza si provvede con notificazione di illecito amministrativo, ai sensi della legge nº 689/1981, contro il quale è invece ammesso ricorso amministrativo. Con la legge n. 183/2010, in vigore dal 24 novembre 2010, è stato riformato l'art. 13 del D. Lgs. n 124/2004 e la diffida obbligatoria deve essere contenuta in un unico verbale di accertamento e notificazione da notificare al trasgressore o all'eventuale obbligato in solido ex lege n. 689/1981 e, decorsi i termini di 30 e 15 giorni, rispettivamente per adempiere alla diffida e per pagare la sanzione amministrativa al minimo, questa assume gli effetti direttamente della notificazione di illecito amministrativo, senza la necessità dell'invio di un ulteriore verbale, ovviamente con gli importi aumentati.
- disposizione ai sensi dell'art. 11 D.P.R. n. 520/1955, come mod. dal D. Lgs. n. 758/1994 e richiamato dall'art. 14 del D. Lgs. n. 124/2004. Anch'essa prevista dal DPR n. 520/1955, agli artt. 10 e 11, veniva talvolta confusa con la "vecchia" diffida, che ora, con la riscrittura a seguito del D. L.s. n. 124/2004, assume invece un significato specifico più consono al nuovo assetto sanzionatorio. La disposizione viene configurata come un ordine dato dall'Ispettore in materie di lavoro e legislazione sociale, limitatamente a quelle norme che presentassero un margine di apprezzamento discrezionale, purché la violazione riscontrata non sia già prevista come illecito o reato. In sostanza la disposizione emanata ha il compito di riempire di contenuto sostanziale la norma in bianco così predisposta dalla legge oppure di imporre condizioni specifiche quando le condizioni di lavoro lo richiedono oppure nel caso di "erronea" ma in buona fede o incompleta applicazione di norme tecniche volontarie. Le tre tipologie sono comunque similari e non sempre distinguibili fra di loro, come previsto dall'articolo 302 del DLGS 81/2008. Essa consente di adattare la norma alle molteplici variabili della vita lavorativa. Tali disposizioni sono immediatamente esecutive e ricorribili innanzi al direttore dell'Ispettorato territoriale del lavoro. La disposizione può essere utilizzata sia nell'ambito del rapporto di lavoro che in materia di sicurezza e salute del lavoro. L'inottemperanza alla disposizione è sanzionata dal predetto DPR n. 520/1955.
- diffida accertativa per crediti patrimoniali ai sensi dell'art. 12 del D. lgs. 124/2004. Non ha precedenti nel sistema giuslavoristico italiano. Tale diffida consiste in una sorta di decreto ingiuntivo con cui si diffida al datore di lavoro il pagamento di crediti patrimoniali certi in favore del lavoratore. Presupposto è che l'ammontare della somma sia già quantificata (in pratica retribuzioni o parti di esse, straordinari, ecc.). Entro 30 giorni dal ricevimento della diffida il datore di lavoro può proporre una conciliazione presso l'Ispettorato Territoriale del Lavoro e, se questa va a buon fine, viene firmato un verbale. In caso contrario la diffida accertativa acquisisce il valore di accertamento tecnico con valore di titolo esecutivo.

Avverso la diffida è ammesso ricorso innanzi al Comitato Interregionale per i rapporti di lavoro, previsto dall'art. 17 del D. lgs. n. 124/2004, presso la Ispettorato Interregionale regionale del lavoro, che viene integrato, in questo caso, con un rappresentante dei datori di lavoro ed un rappresentante dei lavoratori designati dalle organizzazioni sindacali comparativamente più rappresentative a livello nazionale. Il ricorso sospende l'esecutività della diffida.
- sospensione dell'attività imprenditoriale ai sensi dell'art. 14 del D. Lgs. n. 81/2008. Introdotta recentemente per combattere più efficacemente il cosiddetto "lavoro nero", all'inizio solo per l'edilizia ai sensi dell'art. 36-bis della legge 248/2006, è stata estesa successivamente a qualunque attività imprenditoriale, ai sensi dell'art. 5 della legge n. 123/2007. È stata completamente rivista dal nuovo Testo Unico Sicurezza Lavoro, il D.Lgs. 9 aprile 2008, n. 81, in vigore dal 15 maggio 2008. Rappresenta il potere più invasivo dell'Ispettore. Il provvedimento di sospensione consiste in una sostanziale chiusura dell'attività o parte di essa. Presupposti per l'emanazione di tale provvedimento sono:
- 1) presenza di lavoratori irregolari (cosiddetti "in nero") in percentuale pari o superiore al 20% del totale dei lavoratori presenti sul luogo di lavoro;
- 2) gravi e reiterate violazioni in materia di tutela della salute e della sicurezza sul lavoro individuate con decreto del Ministero del lavoro e della previdenza sociale, adottato sentita la Conferenza Stato - Regioni.

In attesa del decreto le violazioni sono indicate dall'Allegato I al Testo unico, ma tuttora restano di difficilissima applicazione a causa delle condizioni poste per la "reiterazione" e la frammentazione degli organi ispettivi e delle competenze, già elencate. Fino al 26 giugno 2008, data di entrata in vigore del D.L. n. 112/2008, esisteva un'altra ipotesi di sospensione: in caso di reiterate violazioni della disciplina in materia di superamento dei tempi ed orario di lavoro, di riposo giornaliero e settimanale, di cui agli articoli 4, 7 e 9 del decreto legislativo 8 aprile 2003, n. 66, considerando, quindi, le specifiche gravità di esposizione al rischio di infortunio.
Col predetto decreto, convertito nella legge n. 133/2008, l'art. 41, comma 11, ha abrogato tale previsione, che pertanto non è più soggetta al predetto provvedimento. I poteri e gli obblighi di cui al punto 2) spettano anche agli 
organi di vigilanza delle Aziende Sanitarie Locali, con riferimento all'accertamento della reiterazione delle violazioni della disciplina in materia di tutela della salute e della sicurezza sul lavoro, nonché al Corpo dei Vigili del fuoco, limitatamente alla materia di prevenzione incendi di cui agli articoli 16, 19 e 20 del D. Lgs. 8 marzo 2006, n. 139. I presupposti della sospensione sono stati inaspriti rispetto alle precedenti previsioni delle leggi succitate. Il provvedimento di sospensione è notificato direttamente al datore di lavoro, nonché comunicato all'Autorità per la vigilanza sui contratti pubblici di cui al D. Lgs. 12 aprile 2006, n. 163, al Ministero delle infrastrutture e dei trasporti come pure alle forze di polizia, ed il mancato rispetto della sospensione è punito con l'arresto fino a sei mesi. Ai fini della revoca della sospensione il datore di lavoro deve regolarizzare le violazioni riscontrate e versare una somma di 2000 € in caso di prestazione di lavoro irregolare, e di 2500 €, in caso di violazioni in materia di sicurezza, che si sommeranno alle altre sanzioni irrogate. Avverso i provvedimenti di sospensione emessi dall'Ispettore è ammesso ricorso, entro 30 giorni, all'Ispettorato Interregionale del Lavoro territorialmente competente, mentre per i provvedimenti emessi dagli organi delle Aziende Sanitarie Locali, al Presidente della Regione. Questi si pronunciano nel termine di 15 giorni dalla notifica del ricorso, ma decorso inutilmente il termine il provvedimento di sospensione perde efficacia. Il provvedimento è ricorribile, inoltre, innanzi al TAR entro 60 giorni o con Ricorso straordinario al Presidente della Repubblica entro 120 giorni.

### Sanzioni irrogabili
Le sanzioni previste sono per la maggior parte di tipo amministrativo-pecuniario; diversamente per l'ispettore tecnico, le cui sanzioni emesse sono quasi esclusivamente le ammende previste dalle norme penali, secondo quanto previsto dal d.lgs 9 aprile 2008, n. 81.
Le prime, possono riguardare tutte le formalità relative all'instaurazione del rapporto di lavoro, la consegna del contratto di lavoro al dipendente, le mancate iscrizioni su Libro Unico del Lavoro, cosiddetta LUL (che sostituisce dal 2008 vari registri obbligatori quali il libro matricola e paga, nonché il registro d'impresa per le aziende agricole), la comunicazione ai Centri per l'impiego (ora al servizio informatico CO) dell'assunzione o della cessazione, il rispetto delle ore contrattualmente previste, o della particolarità del contratto (apprendistato, inserimento, somministrato, ecc.), o ancora la tutela di particolari categorie, come le lavoratrici madri, l'inserimento dei disabili ecc. In genere, le sanzioni vanno da un minimo di circa 100 € fino a circa 1000 €, ma non mancano le eccezioni.
Vi sono, tuttavia, adempimenti sanzionati pesantemente collegati a situazioni che il legislatore vuole reprimere: si pensi al cosiddetto "lavoro nero".
In tali casi la sanzione prevista dalla legge nº 73/2002, come modificata dalla legge nº 248/2006 (che ha spostato la competenza dall'Agenzia delle entrate all'Ispettorato territoriale del Lavoro) punisce con la sanzione di 3000 € per i lavoratori non risultanti da registri o altri documenti obbligatori, con una maggiorazione di 150 € per ogni giorno effettivo di lavoro irregolare (o "in nero" che dir si voglia). La sanzione. essendo di tipo proporzionale. non ha un limite massimo. L'unico limite sarebbe rappresentato dal tempo di prescrizione quinquennale previsto dall'art. 28 della legge nº 689/1981, tempo in cui si può contestare la violazione.
Molte critiche sono state poste a tale sanzione ritenuta eccessiva o addirittura di sospetta illegittimità costituzionale, poiché secondo le circolari del Ministero del lavoro sarebbe contestabile anche nel caso di lavoro irregolare prestato prima del 12 agosto 2006, data di entrata in vigore della legge nº 248/2006, con un'attività retroattiva contraria all'art. 1 della legge nº 689/1981.
Da sottolineare che le sanzioni si sommano, non esistendo un istituto analogo al cosiddetto cumulo giuridico previsto dall'art. 81 c.p., arrivando in molti casi (soprattutto di lavoro irregolare) a superare le centinaia di migliaia di euro. Diversamente da altre amministrazioni, come ad esempio indicato nell'articolo 13, comma 6 del d.lgs. 9 aprile 2008, n. 81, agli ispettori non spetta alcuna quota sui proventi delle penalità derivanti dalle contravvenzioni o dagli illeciti che accertano.

## Altri soggetti facenti funzione
È opportuno sottolineare che nell'ambito della vigilanza giuslavoristica operano anche altri soggetti con denominazioni e poteri diversi, definiti genericamente dalla legge personale ispettivo.
In materia di controllo della regolarità del rapporto di lavoro:
- Arma dei Carabinieri, Guardia di Finanza, Polizia di Stato, in qualità di ufficiali di polizia giudiziaria[14] possono contestare le sanzioni sul lavoro irregolare ex art. 4 della legge 4 novembre 2010, n. 183. È loro precluso il potere di controllare la regolarità del rapporto di lavoro, riservato agli Ispettori del Lavoro;
- gli Ispettori di vigilanza dell'INPS e dell'INAIL, con poteri limitati all'ambito della contribuzione previdenziale. Essi svolgono funzione di polizia giudiziaria e ai sensi dell'art. 3 del decreto legge 12 settembre 1983, n. 463 - convertito in legge 11 novembre 1983, n. 638 possono accedere sui accedono a tutti i luoghi di lavoro nonché di assumere dai datori di lavoro, dai lavoratori, dalle rappresentanze sindacali e dagli istituti di patronato, dichiarazioni e notizie circa la sussistenza dei rapporti di lavoro,  retribuzioni, adempimenti contributivi e assicurativi e alla erogazione delle prestazioni previste. Possono emettere provvedimenti di diffida, ex art. 4 legge n. 183/2010, ma limitatamente ai settori di loro competenza, sono preclusi gli altri poteri;

In materia di tutela della salute e sicurezza sul lavoro:
- i Tecnici della Prevenzione degli SPSAL delle ASL oppure, i medesimi tecnici delle ARPA - Servizi impiantistici-antinfortunistici o dei medesimi Servizi (o Unità operative) rimasti nelle ASL, dopo il referendum abrogativo delle competenze ambientali, che svolgono funzioni di polizia giudiziaria. Agli SPSAL compete ex lege, la vigilanza primaria e generalizzata sul rispetto della normativa che tutela la sicurezza e la salute dei lavoratori in tutti i settori privati e pubblici, oltre che le indagini di polizia giudiziaria sulle malattie professionali e sugli infortuni, attivate d'ufficio o delegate dal magistrato inquirente. Possono adottare il provvedimento di sospensione dell'attività imprenditoriale ex art. 14 d.lgs. n. 81/2008. In materia di cantieri edili e settori a particolare rischio svolgono il loro compito in alternativa o in collaborazione con gli Ispettori tecnici dell'Ispettorato nazionale del lavoro;
- il Corpo Nazionale dei Vigili del fuoco, limitatamente alle funzioni di sicurezza in taluni settori loro demandate dalla legge per i compiti specifici;
- il personale degli Uffici di sanità marittima, aerea e di frontiera USMAF del Ministero della Salute e delle autorità marittime, portuali e aeroportuali, limitatamente alla sicurezza dei lavoratori in tali settori particolari;
- il personale preposto alla Vigilanza Igiene e Sicurezza Amministrazione della Giustizia (VISAG) appartenente all'amministrazione penitenziaria del Ministero della giustizia limitatamente all'ambito dell'amministrazione della giustizia, ossia per tribunali, procure della Repubblica, giudici di pace, archivi notarili, carceri italiane.[15]

Sono ammesse ispezioni ed attività congiunte, in tal caso il coordinamento delle altre forze interessate spetta all'ispettore dell'Ispettorato Nazionale.Ai sensi del d.lgs. 12 luglio 2024, n. 103 sono però vietate le ispezioni contemporanee da parte di amministrazioni diverse.